# Genola (Utah)
Genola é uma cidade  localizada no estado norte-americano de Utah, no Condado de Utah.

## Demografia
Segundo o censo norte-americano de 2000, a sua população era de 965 habitantes.
Em 2006, foi estimada uma população de 997, um aumento de 32 (3.3%).

## Geografia
De acordo com o United States Census Bureau tem uma área de
34,3 km², dos quais 33,0 km² cobertos por terra e 1,3 km² cobertos por água.

## Localidades na vizinhança
O diagrama seguinte representa as localidades num raio de 12 km ao redor de Genola.